# نستور کومبا
نستور کومبا (فرانسوی: Néstor Combin‎؛ زادهٔ ۲۹ دسامبر ۱۹۳۹) بازیکن سابق فوتبال اهل فرانسه زاده آرژانتین است.
از باشگاه‌هایی که در آن بازی کرده‌است می‌توان به باشگاه فوتبال یوونتوس، باشگاه فوتبال متس، باشگاه فوتبال المپیک لیون، باشگاه فوتبال تورینو، و باشگاه فوتبال آ.ث. میلان اشاره کرد.
وی همچنین در تیم ملی فوتبال فرانسه بازی کرده‌است.